# Лесной (Еткульский район)
Лесной — посёлок в Еткульском районе Челябинской области России. Входит в состав Белоусовского сельского поселения.

## География
Посёлок находится на востоке Челябинской области, в лесостепной зоне, на расстоянии 18 километров (по прямой) к юго-востоку от села Еткуль, административного центра района. Абсолютная высота —  210 метров над уровнем моря.

## Население
| 2002 | 2010 |
| ---- | ---- |
| 281  | ↘215 |

Гендерный состав
По данным Всероссийской переписи населения 2010 года в гендерной структуре населения мужчины составляли 47 %, женщины — 53 %.
Национальный состав
Согласно результатам переписи 2002 года, в национальной структуре населения русские составляли 82 %.

## Улицы
Уличная сеть посёлка состоит из пяти улиц.